# Канадска свемирска агенција
Канадска свемирска агенција (енгл. The Canadian Space Agency (CSA), фр. l'Agence spatiale canadienne (ASC)) је агенција Канадске владе која је одговорна за канадски свемирски програм. Основана је 1989. Законом о Канадској свемирској агенцији. Агенцијом руководи Председник агенције који је одговоран према министру Индустрије.